# 東京貧困女子。
『東京貧困女子。』（とうきょうひんこんじょし）は、中村淳彦のノンフィクション作品。およびそれを原作とするテレビドラマと漫画作品。

## 概要
2010年代の東京において、貧困を理由に性産業に従事する女性たちへの取材をまとめたノンフィクション作品。副題は「彼女たちはなぜ躓いたのか」。
中村の知人である女性編集者の紹介により2016年4月から『東洋経済オンライン』での連載が3年間行われ、2019年4月に書籍としてまとめられて東洋経済新報社から出版された。「本屋大賞 2019年」で「ノンフィクション本大賞」にノミネートされた。
2023年のテレビドラマ化を機に、9月にカバーデザインが変更された書籍が再版された。

## 書誌情報
- 中村淳彦『東京貧困女子。彼女たちはなぜ躓いたのか』東洋経済新報社、全1巻
  1. 2019年4月5日発行、ISBN 978-4-492-26113-2

## テレビドラマ
2023年11月から12月にかけてWOWOWでテレビドラマとして放送された。副題は「貧困なんて他人事だと思ってた」。
離婚によりシングルマザーとなった経済誌の契約編集者が、「女性の貧困」という気乗りしない連載を担当し、何らかのきっかけで転落して苦境から抜け出せなくなった女性たちを、相方の風俗ライターと共に取材していくストーリー。

### キャスト
- 雁矢摩子 - 趣里
- 﨑田祐二 - 三浦貴大
- 宮下菜穂子 - 高橋ひとみ
- 望月遼太郎 - 淵上泰史
- 川上典子 - 霧島れいか
- 三井恵子 - 宮澤エマ
- 広田優花 - 田辺桃子
- 村上葵 - 東風万智子
- 石岡・バウティスタ・リサ - 安斉星来
- 赤城凪 - 高田夏帆
- 久保田萌音 - 金澤美穂
- 新城ゆり - 樋井明日香
- 小柳茉莉子 - 柿丸美智恵
- 浦沢圭輔 - 三浦獠太
- 篠崎綾乃 - 梅舟惟永
- 久保田秀夫 - 川島潤哉

### スタッフ
- 脚本：高羽彩
- 監督：青木達也、遠藤光貴
- 音楽：田渕夏海
- 主題歌：THE YELLOW MONKEY「ホテルニュートリノ」（ワーナーミュージック・ジャパン）
- 企画・プロデュース：大木綾子
- プロデューサー：小髙史織・遠藤光貴・高橋優子
- 制作協力：ザ・ワークス
- 製作著作：WOWOW

## 漫画
原作を基にした小田原愛の作画の漫画作品。小学館の『ビッグコミックスペリオール』ウェブ版に連載され、単行本は同社から出版されている。
貧困ゆえに性産業に従事する1人の女性について数話完結のオムニバス形式で描かれている。
漫画版では対象とする職業をいわゆる性産業だけではなく、グラビアアイドルなどにも拡大。原作・中村の著作である『同人AV女優 貧困女子とアダルト格差』からの引用モチーフも見られる。

### 書誌情報（漫画）
- 中村淳彦（原作）、小田原愛（漫画）『東京貧困女子。』小学館〈ビッグコミックス〉、既刊14巻（2025年5月30日現在）
  1. 2021年1月29日発行、ISBN 978-4-09-860838-6
  2. 2021年5月28日発行、ISBN 978-4-09-861065-5
  3. 2021年9月30日発行、ISBN 978-4-09-861150-8
  4. 2022年1月28日発行、ISBN 978-4-09-861237-6
  5. 2022年5月30日発行、ISBN 978-4-09-861341-0
  6. 2022年9月30日発行、ISBN 978-4-09-861416-5
  7. 2023年1月30日発行、ISBN 978-4-09-861569-8
  8. 2023年5月30日発行、ISBN 978-4-09-861712-8
  9. 2023年9月28日発行、ISBN 978-4-09-862524-6
  10. 2024年1月30日発行、ISBN 978-4-09-862684-7
  11. 2024年5月30日発行、ISBN 978-4-09-862801-8
  12. 2024年9月30日発行、ISBN 978-4-09-863034-9
  13. 2025年1月30日発売、ISBN 978-4-09-863177-3
  14. 2025年5月30日発売、ISBN 978-4-09-863425-5